# Pantala hymenaea
The Spot-winged Glider (Pantala hymenaea) là một dragonfly trong họ Libellulidae.
It looks very much like the Wandering Glider with the addition of a basal spot on the hindwing. 

## Hình ảnh

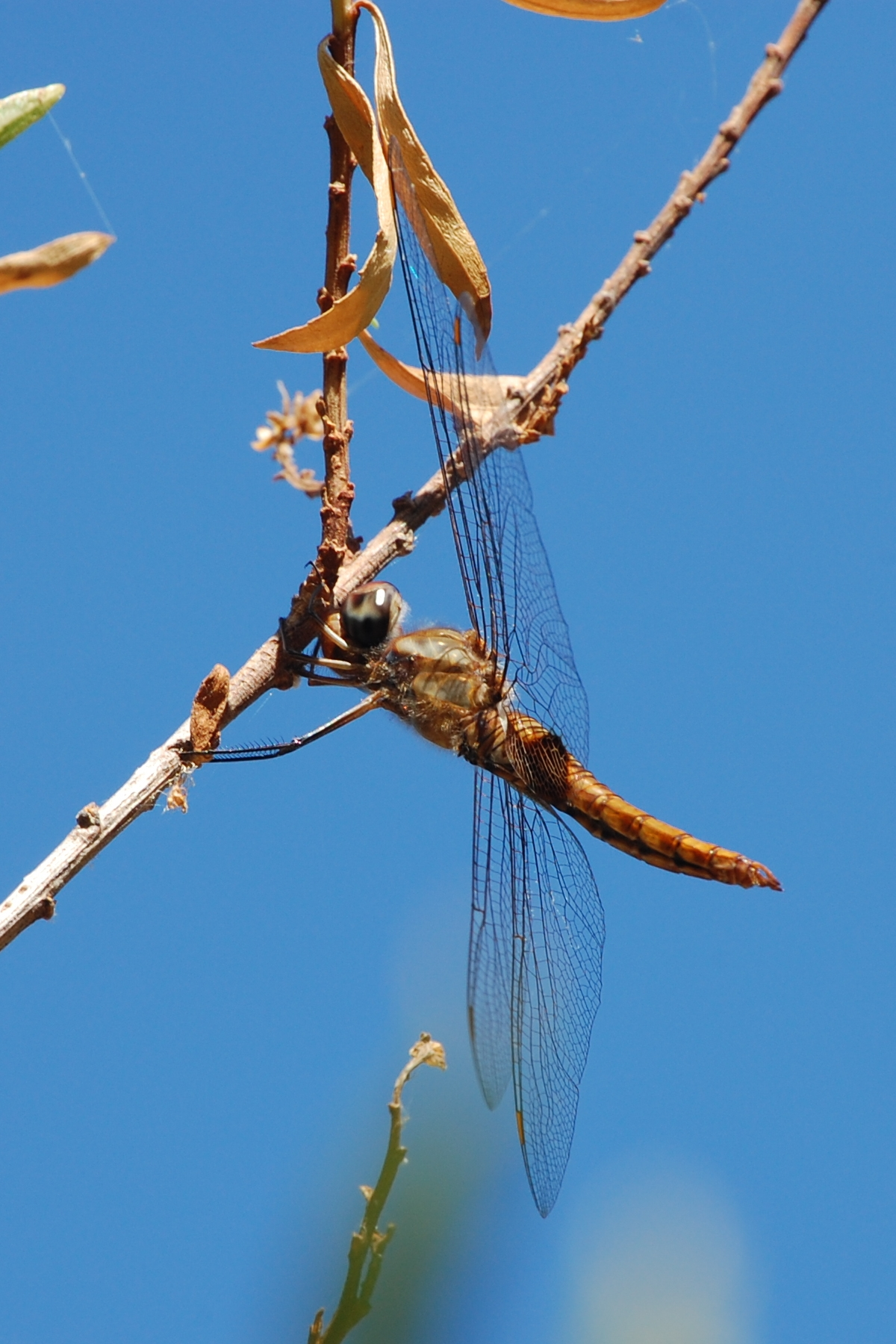
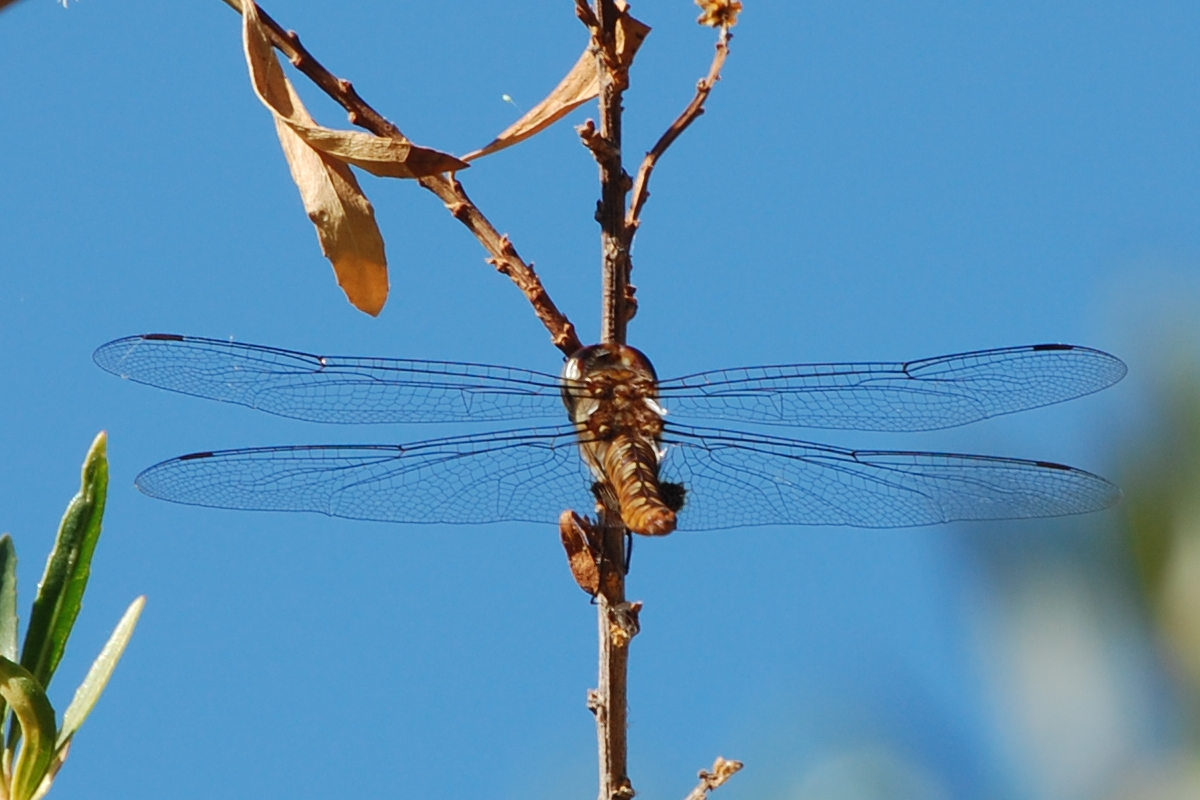